# 44M Tas
De 44M "Tas" was een Hongaarse prototype tank uit 1943. Hongarije wilde de Duitse Tiger of Panther tanks in licentie bouwen, maar dat was te duur. Daarom ontwikkelden zij hun eigen tank. Deze werd gebouwd door de fabriek Manfred Weiss. Het enige onvoltooide prototype werd verwoest in 1944.

## Voorgeschiedenis
In 1943 stond men in Hongarije voor een probleem. Duitsland was na de slag om Stalingrad in het defensief gedrongen. Daarom rustte er op de schouders van Hongarije ook een zware taak, maar de Hongaarse tanks waren niet meer opgewassen tegen de nieuwste Sovjet tanks, waaronder de T-34. De op dat moment in gebruik zijnde Turán tanks konden met hun 40mm kanonnen niet veel uitrichten. Onder andere om die reden bezocht een Duitse delegatie onder leiding van generaal Leeb Hongarije in mei 1943. Zij moesten de Hongaarse pantserkrachten gaan inspecteren. Ook moesten zij hun eigen ervaringen delen met de Hongaarse legerleiding. Het resultaat van dat bezoek was dat Duitsland wilde helpen met de bouw en ontwikkeling van nieuwe voertuigen. Zij hadden het voorstel dat Hongarije onderdelen zou gaan produceren en deze zou vervoeren naar Duitsland. Dan zouden in Duitsland de voertuigen geproduceerd worden. Die zouden daarna weer vervoerd worden naar Hongarije. De Hongaarse legerleiding stemde hier niet mee in. De Hongaren wilden namelijk niet afhankelijk worden van Duitsland. Ze waren immers een onafhankelijke staat en het voorstel zou ernstige gevolgen kunnen hebben. Ten eerste had Hongarije een slechte ervaring met de samenwerking met Duitsland. De productie van de Turán tanks was namelijk regelmatig vertraagd vanwege een onregelmatige toevoer van Duitse onderdelen. Ten tweede zou Hongarije een vazalstaat van Duitsland worden.
Een maand eerder, in april 1943, had een Hongaarse delegatie, onder leiding van kolonel Nádas, Duitsland al bezocht. Daar hadden een bezoek gebracht aan diverse tankfabrieken. Ze waren vooral geïnteresseerd in de productie van de Duitse Tiger en Panther tanks en waren erg onder de indruk. De massaproductie was echter nog maar net gestart en er waren nog veel kinderziektes. De delegatie kwam er snel achter dat de Hongaarse industrie niet geschikt was voor de bouw van deze voertuigen. Zij moesten dus het idee laten varen om beide tanks in licentie te gaan produceren. Daarnaast keken ze nog naar de mogelijkheden van de productie van Pz.Kpfw.IV tanks. Hongaarse tankbemanningen waren erg gesteld op dat voertuig. Dit idee werd echter geschrapt, omdat men vond dat de tank niet zoveel beter was dan de reeds in gebruik zijnde tanks.

## Ontwikkeling en ontwerp
Daarom kwam er een order van de Hongaarse generale staf om een nieuwe, zware tank te ontwikkelen die tegen Sovjet tanks opgewassen zou zijn. Op dat moment had het Hongaarse leger vijf Panthers en drie Tigers in dienst. Dat was de reden dat men een nieuwe tank ontwikkelen op basis van een van deze voertuigen. De Tiger viel af, omdat deze te duur en ingewikkeld was. Daarom werd er gekozen om het ontwerp van de Panther als basis te nemen, die op zijn beurt weer was gebaseerd op de Sovjet T-34. Twee prototypes moesten worden gebouwd, een van normaal staal en een van pantserstaal. Alhoewel de lay-out gebaseerd was op de Panther was de constructie meer gebaseerd op de Turán tank. De voorzijde kreeg een bepantsering van 100 tot 120mm. Anders dan de Panther maakte de 44M geen gebruik van het typisch Duitse overlapsysteem. Dit betekende dat de 44M zes assen had, twee minder ten opzichte van de Panther. Ook kreeg de 44M vijf ondersteuningswielen. Omdat er weinig tijd was werd er geen nieuwe motor ontwikkeld en ging de tank gebruik maken van twee Manfred Weiss V8-M diesels met een vermogen van 520pk. De motor lag achter in de tank. De suspensie bestond uit bladveren. De koepel was een gewijzigde en verkleinde variant van de Panther koepel. Wel had het hetzelfde kanon, namelijk de 7,5cm 43M L/70. Dit was de KwK 42 L/70, maar dan onder licentie gebouwd in Hongarije. Als secundaire bewapening beschikte de tank over twee 8mm Solothurn 34/40M machinegeweren, gemonteerd in de romp en de koepel. Er was plaats in de tank voor vijf bemanningsleden.
Het ontwerp werd op 30 juni 1943 aan de Honvédsg (het leger) gepresenteerd. Augustus was een buffermaand waarin nog enkele aspecten werden gewijzigd. Ook kreeg het de naam "Tas". Deze naam verwees naar een Hongaars krijgsheer uit de 9e eeuw. Het prototype werd gemaakt door de vliegtuigfabriek Manfred Weiss. Het prototype werd van 'zacht' staal en was aan het einde van 1943 grotendeels klaar. De koepel was nog niet gereed, maar de tank werd al getest.

## Einde
Op 27 juni kreeg de fabriek een zwaar bombardement van de geallieerden te verduren. Hierbij werd het, nog onvoltooide prototype vernietigd.  Toen de Sovjets het gebied veroverden vonden zij de resten van de tank in het puin van de fabriek. Na het bombardement ging de ontwikkeling over naar de Ganz fabriek waar reeds onderdelen naartoe waren gestuurd. Het is onbekend wat daar aan het project gebeurd is van juli tot december 1944. In december kwam het project ten einde. Geen nieuwe voertuigen werden meer gebouwd.